# La Segona Guerra Mundial en color
La Segona Guerra Mundial en color (originalment en anglès, World War II In Colour) és una docusèrie de televisió britànica de 13 capítols que relata els principals esdeveniments de la Segona Guerra Mundial narrada per Robert Powell. Es va emetre per primera vegada el 2008-2009. La sèrie és a tot color i combina imatges originals i acolorides. El programa cobreix el front occidental, l'oriental, la campanya del nord d'Àfrica i la guerra del Pacífic. Es va difondre als Estats Units al Military Channel. S'ha doblat al català pel canal 33.

## Llista d'episodis
| Núm. | Títol                                 |
| --- | ------------------------------------- |
| 1 | «S'albira la tempesta»                |
| Pocs anys després de la Primera Guerra Mundial, Alemanya i altres països pateixen una greu crisi econòmica. Les democràcies occidentals estan afeblides per la Gran Depressió, i a Alemanya, Itàlia, el Japó i Espanya, la popularitat dels dirigents és molt baixa i hi apareixen partits feixistes i dictadors militars. Al cap d'uns anys de convertir-se en canceller d'Alemanya, Adolf Hitler i els seus generals planegen la invasió de Polònia. |                                       |
| 2 | «La guerra llampec»                   |
| Els alemanys van concebre una nova tàctica militar anomenada "Blitzkrieg", la guerra llampec, que va servir als nazis per dominar els combats aeris i terrestres i els va permetre ocupar Polònia i conquerir França en qüestió de setmanes. La Gran Bretanya, el Canadà i altres països de la Commonwealth van declarar la guerra a Alemanya. |                                       |
| 3 | «La Gran Bretanya, contra les cordes» |
| El juliol de 1940 Hitler té la victòria a tocar, però la Gran Bretanya es defensa amb un brillant equip de criptògrafs i espies molt ben entrenats. Hitler té millors soldats i unes forces aèries més potents, així i tot els greus errors de la Luftwaffe permeten a la Gran Bretanya recuperar forces i començar a contraatacar. |                                       |
| 4 | «Hitler ataca l'Est»                  |
| Després de l'intent fallit de derrotar la Gran Bretanya, Hitler es concentra en la invasió de la Unió Soviètica, que suposa un enorme risc militar. El Führer creu que un atac ràpid li pot donar la victòria. Alemanya només ha d'impedir que el conflicte s'allargui. |                                       |
| 5 | «L'envestida del Sol Naixent»         |
| El 7 de desembre de 1941 els japonesos bombardegen la flota estatunidenca concentrada a Pearl Harbor. Els Estats Units entren oficial en guerra i això fa que el portaavions es converteixi en l'arma fonamental dels combats navals. Podrà el Japó deixar els Estats Units fora de combat d'un cop ràpid i inesperat abans que l'enorme poder d'aquest país destrueixi l'Imperi del Sol Naixent?                                                      |                                       |
| 6 | «El Mediterrani i l'Àfrica del Nord»  |
| Mussolini volia recrear l'Imperi Romà, però la veritat és que no va ser un bon estrateg. Després dels èxits a l'Àfrica del Nord i Grècia, els Aliats van acabar entrant a Itàlia i la van alliberar de les forces feixistes. La incompetència del dictador italià va debilitar les forces de Hitler i va contribuir a la seva derrota final. |                                       |
| 7 | «Canvi de rumb»                       |
| Els Aliats i les forces de l'Eix busquen una acció que els permeti donar el cop final a l'enemic, una nova arma amb què derrotar-lo definitivament i posar fi a la guerra. Mentre que els Aliats aposten pel bombardeig d'objectius estratègics, Hitler intenta tallar les rutes de proveïment marítimes britàniques a l'Atlàntic amb submarins. La situació arriba a un punt mort.                                                                    |                                       |
| 8 | «La piconadora soviètica»             |
| Rússia va ser la tomba militar de Hitler. La seva aposta per dominar l'est li surt malament quan no aconsegueix derrotar Stalingrad ni Moscou. Aleshores els exèrcits alemanys, fins aleshores invictes, són esclafats pels recursos aparentment il·limitats de la màquina bèl·lica soviètica. Amb la seva victòria, Stalin acabarà posant els fonaments del futur bloc soviètic.                                                                      |                                       |
| 9 | «Operació Overlord»                   |
| Gràcies a una planificació meticulosa i a un total secretisme, així com a la manca d'atenció de Hitler, els Aliats van aconseguir desembarcar a la costa francesa de Normandia. Després de perdre milers de vides en l'operació, les forces aliades van iniciar l'alliberament de l'Europa Occidental. |                                       |
| 10 | «Tancant el cercle»                   |
| Els Aliats garanteixen les rutes de proveïment que els permetran entrar a Alemanya i, a les Ardenes, Hitler contraataca amb una última gran ofensiva en què aboca totes les forces de reserva per impedir l'avanç aliat. L'SS aplica l'Holocaust. A l'est d'Europa l'Exèrcit Roig avança a gran velocitat i Stalin fa servir la guerra per assegurar l'imperi soviètic.                                                                                |                                       |
| 11 | «La guerra a les illes»               |
| Als marines, la tàctica d'ocupar una illa rere una altra contra la resistència suïcida dels japonesos els surt bé. La Marina dels Estats Units d'Amèrica imposa la seva supremacia a la regió i talla les rutes de proveïment del país nipó. Per reconquerir les Filipines i Birmània els Aliats han de pagar un preu molt alt, però ara el Japó lluita completament a la defensiva.                                                                   |                                       |
| 12 | «Victòria a Europa»                   |
| Forces britàniques, canadenques, estatunidenques i soviètiques comencen a conquerir el que queda del Tercer Reich. En el seu progrés, les forces aliades descobreixen els horrors dels camps de concentració abans d'avançar sobre Berlín. Hitler, en acostar-se els últims dies de règim nazi, se suïcida, i els Aliats comencen a dividir-se Europa.                                                                                                 |                                       |
| 13 | «Victòria al Pacífic»                 |
| Els estatunidencs avancen pel Pacífic conquerint una illa rere una altra. Han destruït la flota mercant i la flota aeronaval japoneses i han tallat les rutes de proveïment i matèries primeres de les principals illes nipones. Ara els Estats Units han de decidir com poden derrotar el Japó sense patir una pèrdua important de vides. El país acaba recorrent a l'arma més poderosa i mortífera de la història de la humanitat.                   |                                       |